# Natália Přidalová
Natália Přidalová (* 5. Juli 1990 in Bratislava als Natália Dubovcová) ist eine slowakische Beachvolleyballspielerin.

## Karriere
Přidalová hatte ihre ersten internationalen Auftritte 2007. Mit Kristiniková erreichte sie bei der U18-Europameisterschaft in Brünn den 17. Platz. Außerdem spielte sie mit Daniela Hradecká bei der Jugend-Weltmeisterschaft in Mysłowice und belegte den 29. Platz. Im folgenden Jahr wurde das Duo Neunter der U20-EM in San Salvo. 2009 gewann Přidalová mit ihrer heutigen Partnerin Dominika Nestarcová die nationale Meisterschaft. International trat das neue Duo erstmals bei den Masters-Turnieren in Gran Canaria und Berlin auf. Kurz darauf folgten die ersten Open-Turniere in Stare Jabłonki und Den Haag. Zu den Junioren-Weltmeisterschaften der Jahre 2009 und 2010 sowie zu den U23-Europameisterschaften trat Přidalová jedoch mit wechselnden Partnerinnen an. Bei der WM 2009 in Blackpool wurde sie Neunte mit Andrea Dudikova und ein Jahr später kam sie in Alanya mit Zuzana Sajmovicova auf Rang 17. Bei den EM-Turnieren steigerte sie sich hingegen vom 17. Platz 2009 in Jantarny mit Barbora Forgachova auf den neunten Platz 2010 in Kos mit Miroslava Kuciakova. Im gleichen Jahr verteidigten Přidalová / Nestarcová erfolgreich ihren Titel als slowakischer Meister. Außerdem bestritten sie ihre ersten Grand Slams in Moskau und Klagenfurt. 2011 waren sie regelmäßig bei dieser Turnierserie vertreten. Außerdem wiederholte Přidalová mit Kuciakova in Porto den neunten Platz bei der U23-EM.
2012 qualifizierten sich Přidalová/Nestarcová erstmals für die „große“ Europameisterschaft in Scheveningen und wurden Neunte. Außerdem spielte sie zahlreiche Grand Slams auf der FIVB World Tour mit einem fünften Platz in Gstaad als bestem Ergebnis. Im folgenden Jahr wurde sie bei der World Tour 2013 jeweils Fünfte in Rom und Long Beach sowie Neunte in São Paulo. Bei der WM in Stare Jabłonki erreichten sie das Achtelfinale, in dem sie gegen die Deutschen Borger/Büthe ausschieden, und belegten den neunten Platz. Die EM in Klagenfurt endete für sie in der ersten KO-Runde gegen Brzostek/Kołosińska. Bei der EM 2014 in Cagliari mussten sie sich im Achtelfinale erneut Borger/Büthe geschlagen geben. Auf der World Tour gewannen sie nach einem neunten Rang in Berlin als Dritte in Stavanger und Long Beach ihre ersten Medaillen. Weitere Top-Ten-Ergebnisse schafften sie bei World Tour 2015 als Neunte der Prag Open und des Stavanger Majors sowie Fünfte des Grand Slams in Moskau. Bei der WM 2015 in den Niederlanden kam das Aus in der ersten Hauptrunde gegen Humana-Paredes/Pischke. Anschließend verpassten sie bei der EM in Klagenfurt nur knapp eine Medaille, als sie das Spiel um Bronze gegen Brzostek/Kołosińska verloren.
Auf der World Tour 2016 wurden Přidalová/Nestarcová unter anderem Neunte der Open-Turniere in Vitória und Antalya. Bei der EM in Biel/Bienne unterlagen sie im Achtelfinale dem deutschen Duo Laboureur/Sude. Zwei Wochen später wurden sie Dritte des Grand Slams in Olsztyn. Im Juli 2016 spielte Přidalová noch vier Turniere mit Nina Herelová.
Von 2017 bis 2019 bildete sie ein Duo mit Andrea Štrbová. Auf der FIVB World Tour erreichten Přidalová/Štrbová bei ihren ersten Turnieren den neunten Platz in Den Haag (drei Sterne) und den 17. Rang in Olsztyn (vier Sterne). Außerdem spielten sie die Turniere in Siófok, Mersin und Vaduz. Anfang 2018 spielten sie in Fort Lauderdale erstmals ein Fünf-Sterne-Turniere. Ihr einziges Top-Ten-Ergebnis auf der World Tour 2017/18 schafften sie als Dritte beim Drei-Sterne-Turnier in Mersin. Bei der Europameisterschaft 2018 schieden sie als Gruppenletzte der Vorrunde aus. Die beiden Slowakinnen nahmen auch an den Turnieren der deutschen Techniker Beach Tour 2018 in Münster und Dresden teil, wo sie jeweils Vierte wurden.
Bei der World Tour 2018/19 kamen Přidalová/Štrbová in Qinzhou und Kuala Lumpur (jeweils drei Sterne) sowie Den Haag (vier Sterne) jeweils auf den fünften Platz. Anschließend gab es für sie neunte Plätze bei den Vier-Sterne-Turnieren in Itapema und Jinjiang. Außerdem qualifizierten sie sich für die WM 2019 in Hamburg.